# Panfilo (Decameron)
Panfilo è uno dei membri dell'"onesta Brigata" del Decameron di Giovanni Boccaccio, narratore delle novelle: I,1; II,7; III,4; IV,6; V,1; VI,5; VII,9; VIII,2; IX,6; X,9.
Egli fa parte di un gruppo formato da sette donne e tre uomini fuggiti da Firenze per scampare alla peste del 1348. Probabilmente fa coppia con Neifile, per quanto le coppie nel "Decameron" non siano esplicitamente delineate; ci sono peraltro elementi che lasciano ipotizzare tale relazione. Il suo nome , che significa "Tutto amore", è stato usato da Boccaccio pure per il personaggio infedele nell' Elegia di Madonna Fiammetta.
Secondo alcune teorie Panfilo era omosessuale e il suo rapporto con Neifile era in realtà un legame di profonda amicizia